# Tony Falco
Tony Falco bila je talijanska serija stripova koju je kreirao i napisao Andrea Lavezzolo, a crtao Andrea Bresciani. Izlazio je tjedno u 48 brojeva od 1948. do 1949. godine.

## Pozadina
Tony Falco bio je drugi glavni strip lik koji je stvorio Lavezzolo i bio je na glasu kao njegov omiljeni. Svako je izdanje bila samostalna epizoda jedne priče koja se odvijala u kojem su ispričane pustolovine Tonyja Falca, talijanskog inženjera koji radi u Egiptu. Prvo izdanje, objavljeno 11. prosinca 1948., nosilo je naslov I misteri della Casbah (Misterije Kazbe). Posljednje izdanje, objavljeno 5. studenoga 1949., nosilo je naslov Il rogo sul mare (More koje gori). Čitava serija objavljena je faksimilom 1975. godine od strane Associazione Nazionale Amici del Fumetto.